# Pygora hirsuta
Pygora hirsuta är en skalbaggsart som beskrevs av Waterhouse 1879. Pygora hirsuta ingår i släktet Pygora och familjen Cetoniidae. Inga underarter finns listade i Catalogue of Life.